# Dysspastus baldizzonei
Dysspastus baldizzonei is een vlinder uit de familie dominomotten (Autostichidae). De wetenschappelijke naam is voor het eerst geldig gepubliceerd in 1977 door Gozmany.
Deze vlinder komt voor in Europa.